# Gare de Cépie
La gare de Cépie est une ancienne gare ferroviaire française de la ligne de Carcassonne à Rivesaltes, située sur le territoire de la commune de Cépie, dans le département de l'Aude en région Occitanie.
Elle est mise en service en 1876 par la Compagnie des chemins de fer du Midi et du Canal latéral à la Garonne. 

## Situation ferroviaire
Établie à 154 mètres d'altitude, la gare de Cépie était située au point kilométrique (PK) 367,701 de la ligne de Carcassonne à Rivesaltes, entre les gares de Pomas et de Limoux-Flassian.

## Histoire
La gare de Cépie est mise en service officiellement le 17 juillet 1876 par la Compagnie des chemins de fer du Midi et du Canal latéral à la Garonne, lorsqu'elle ouvre à l'exploitation la section de Carcassonne à Limoux de sa ligne de Carcassonne à Rivesaltes. De son ouverture à la fin de l'année 1876 la recette de la gare est de 3 751 francs, dont 2 869 fr pour le service des voyageurs, 91 francs pour le transport des marchandises Grande vitesse et 791 fr pour celui de la Petite vitesse.
Du fait de la faiblesse de sa fréquentation, la gare n'a plus qu'un arrêt quotidien en 1981.

## Patrimoine ferroviaire
L'ancien bâtiment voyageurs, avec sa halle à marchandises accolée, construit par la Compagnie du Midi est devenu une habitation privée.